# Argemiro da Portela
Argemiro do Patrocínio, mais conhecido como Argemiro da Portela (Rio de Janeiro, 1923 - Rio de Janeiro, 23 de maio de 2003), foi um cantor, compositor e panderista brasileiro. Fez parte da ala de compositores da escola de samba Portela. 